# 二甲锗基硫
二甲锗基硫是一种无机化合物，化学式为H3GeSGeH3，其分子中Ge-S键键长为2.209 Å，Ge-S-Ge键角为98.9°。它可由硫化锂和溴代甲锗烷在二甲醚中反应得到。它和硫化氢反应得到巯基甲锗烷。
(GeH3)2S + H2S ⇌ 2GeH3SH